# Giōrgos Tsiaras
Giōrgos Tsiaras (in greco Γιώργος Τσιάρας?; Larissa, 4 maggio 1982) è un ex cestista greco.

## Palmarès
- Campionato ceco: 1

ČEZ Nymburk: 2009-10
- Coppa della Repubblica Ceca: 1

ČEZ Nymburk: 2011